# Homohuwelijk in Nederland

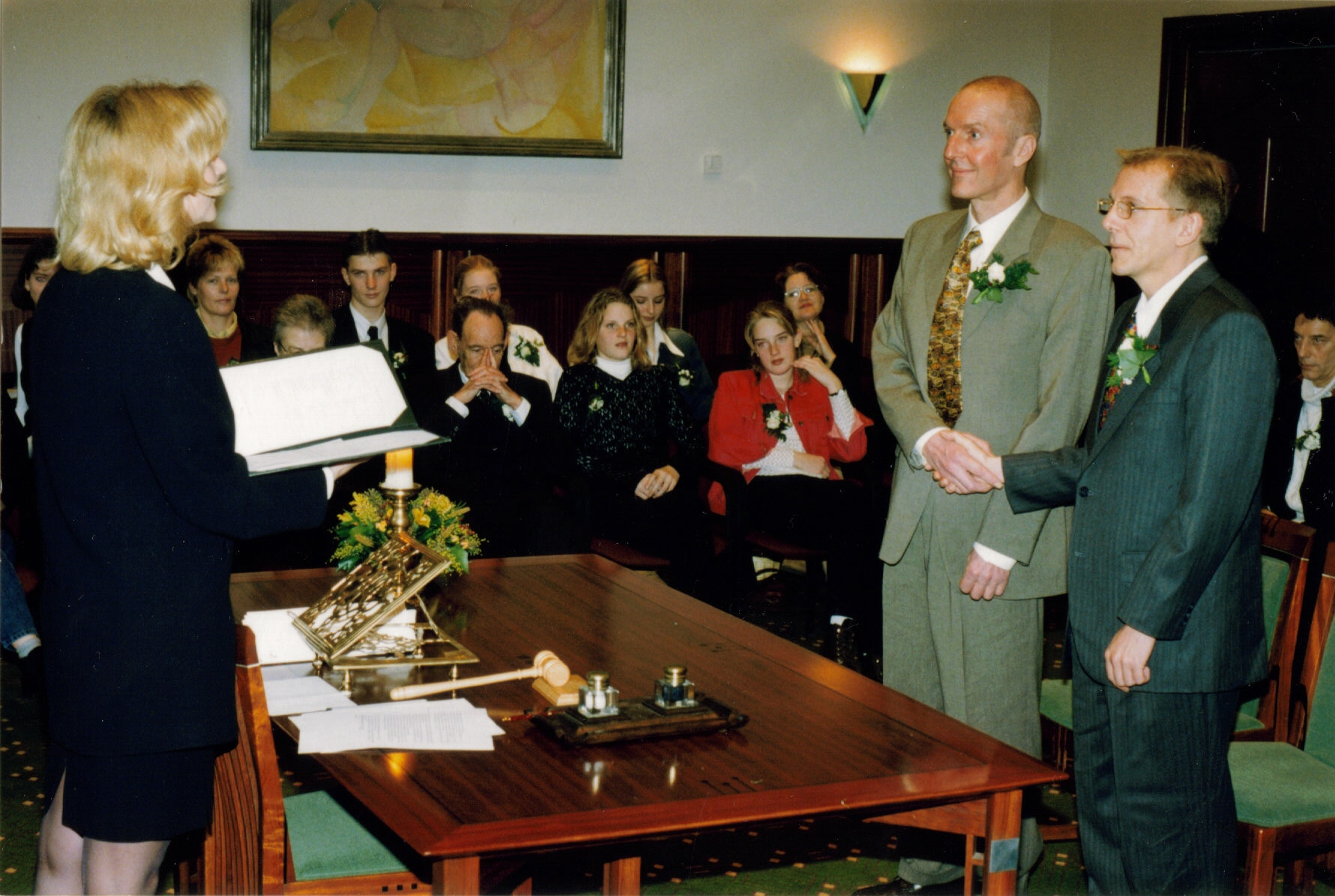
Een homohuwelijk in Amsterdam in de eerste maand na legalisatie

Nederland stelde op 1 april 2001 het burgerlijk huwelijk open voor partners van hetzelfde geslacht. Sinds 10 oktober 2012 geldt dit ook voor Caribisch Nederland. In feite is er van een afzonderlijk "homohuwelijk" in Nederland geen sprake, juridisch gezien is het gewoon een huwelijk. Een burgerlijk huwelijk heeft formeel niets te maken met seksualiteit.
In de andere delen van het Koninkrijk der Nederlanden kunnen partners van hetzelfde geslacht vooralsnog niet met elkaar trouwen doordat het Koninkrijk geen gemeenschappelijk burgerlijk recht kent.

## Twintig jaar homohuwelijk
Op 1 april 2021 was het twintig jaar geleden dat het eerste homohuwelijk in Nederland werd gesloten. Sinds 2001 zijn er 28.000 huwelijken gesloten, daarvan zijn er nog circa 20.000 samen. Zo'n 4.500 stellen van hetzelfde geslacht zijn uit elkaar gegaan, anderen zijn naar het buitenland vertrokken of overleden. Van de vrouwen die in 2010 met een andere vrouw trouwden, is 26 procent na tien jaar gescheiden. Bij huwelijken tussen twee mannen is dat 14 procent, tussen een man en een vrouw eindigt 16 procent van de huwelijken in een echtscheiding.

## Europees Nederland

### Voorgeschiedenis
Het 'homofielenhuwelijk' (zoals het toen heette) werd een publieke kwestie in de zomer van 1967, toen twee jongemannen tijdens een votiefmis in een Rotterdamse, Rooms-katholieke kapel ringen uitwisselden. Eind 1969 pleitte de jonge Utrechtse boekhouder, publicist en activist Harry Thomas (naar eigen zeggen leider van de Nederlandse Homofielen Partij) voor 'wettelijke erkenning van de homofiele verbintenis'. De homo-emancipatievereniging COC voelde daar niet voor; zij streefde naar gelijkberechtiging van verschillende soorten (huwelijkse en niet-huwelijkse, al dan niet monogame) relaties. In mei 1970 kondigde Thomas aan dat op zondag 28 juni zijn verhouding met zekere Alex Verhoeven zou worden ingezegend in een katholieke kerk in het midden van het land. Volgens hem zou de plechtigheid worden bijgewoond door een groot aantal priesters, predikanten en buitenlandse media, en was ook Kardinaal Alfrink uitgenodigd. Mede vanwege de verontwaardigde reacties van conservatieve katholieken won deze het advies in van de interkerkelijke, progressieve Centrale Pastorale Werkgroep Homofilie. Deze ontried het publiekelijk inzegenen van homoseksuele relaties (omdat dit een averchts effect zou kunnen hebben op de homo-emancipatie) maar vond dat pastors desgevraagd wel moesten meewerken aan plechtigheden in besloten kring. In de jaren zeventig en tachtig vonden die inderdaad geregeld plaats. (Eind 1970 bleek dat Thomas de aangekondigde plechtigheid -- alsook de Partij en waarschijnlijk ook zijn geliefde -- uit zijn duim had gezogen.)
In 1986 besloot de Remonstrantse Broederschap om in haar nieuwe kerkorde, in plaats van een bepaling over huwelijksbevestiging, het volgende artikel op te nemen: ‘Twee mensen die ten overstaan van de Gemeente of haar vertegenwoordigers beloven in liefde en trouw het leven met elkaar te zullen delen, kunnen over hun aldus aangegaan verbond in een kerkdienst de zegenbede laten uitspreken.’ De Remonstranten zouden voortaan geen onderscheid meer maken tussen huwelijkse en niet-huwelijkse, heteroseksuele en homoseksuele relaties.
In de jaren tachtig zag de jurist Jan Wolter Wabeke juridische mogelijkheden om het burgerlijk huwelijk ook voor personen van gelijk geslacht mogelijk te maken. Hij nam hierover contact op met Henk Krol en in 1988 begon de stichting Vrienden van de Gay Krant, een campagne voor de openstelling van het burgerlijk huwelijk voor homoseksuele mannen en vrouwen. Er werd een proefproces aangespannen en uiteindelijk erkende de meervoudige kamer van de Amsterdamse rechtbank in 1989: "Nergens in de wet staat dat het huwelijk alleen bedoeld is voor een man en een vrouw, maar dat neemt niet weg dat de wetgever het huwelijk wel degelijk bedoeld heeft voor een man en een vrouw".
Toen in 1994 het eerste paarse kabinet aantrad, hadden inmiddels 100 gemeenten een voorlopig trouwregister geopend. Staatssecretaris van Justitie Elizabeth Schmitz zou nog vier jaar nodig hebben om met een voorstel voor een wettelijke relatieregeling te komen: per 1 januari 1998 konden zowel hetero's als homo's een geregistreerd partnerschap sluiten. Dit schiep echter geen afstammingsrelaties (zodat de mannelijke partner de kinderen van de vrouwelijke partner apart moet erkennen om juridisch vader te worden), maar wel als een huwelijk aanverwantschap met de "schoonfamilie". De ontbinding van een geregistreerd partnerschap is veel eenvoudiger dan de ontbinding van het huwelijk door echtscheiding. De overige rechtsgevolgen zijn identiek aan die van een huwelijk.
Sinds 2001 kan een geregistreerd partnerschap omgezet worden in een huwelijk. Destijds kon een huwelijk op eenvoudig verzoek omgezet worden in een geregistreerd partnerschap. Dit laatste werd weleens toegepast als twee huwelijkspartners op een snelle manier willen echtscheiden (een zogenoemde flitsscheiding): het huwelijk werd dan omgezet naar een geregistreerd partnerschap en dat partnerschap werd snel ontbonden. Sinds 2009 is de omzetting van huwelijk naar geregistreerd partnerschap niet meer mogelijk.
Paren van gelijk geslacht konden dus al kiezen voor een wettelijk geregelde samenlevingsvorm die in de meeste opzichten gelijkwaardig is aan het huwelijk. Toch is ervoor gekozen om ook het huwelijk open te stellen voor twee vrouwen of twee mannen, volgens het meerderheidsstandpunt in het rapport uit oktober 1997 van de Commissie Openstelling huwelijk. Het uitgangspunt van gelijke behandeling is daarbij doorslaggevend geweest.
Het huwelijk heeft voor veel mensen een bijzondere waarde en symboliek en de wens kan bestaan om juist op die manier een relatie te bevestigen. Er werd door de meerderheid van de commissie geen overwegende reden aanwezig geacht om paren van hetzelfde geslacht van die mogelijkheid uit te sluiten. Daarbij moet bedacht worden dat het in Nederland een misdrijf is om een kerkelijk huwelijk in te zegenen als dat niet vooraf is gegaan door een burgerlijk huwelijk.
In 1998 kwam er een tweede paarse kabinet en de nieuwe staatssecretaris Job Cohen loodste het wetsvoorstel voor openstelling van het burgerlijk huwelijk door het parlement. In de Tweede Kamer stemden 109 Kamerleden voor het wetsvoorstel: PvdA (met uitzondering van Apostolou), VVD, D66, GroenLinks, SP en Verburg, Dankers en Wijn (CDA). 33 leden stemden tegen: CDA (met uitzondering van de drie voorgenoemde), RPF, SGP en GPV. In de Eerste Kamer stemden PvdA, VVD, D66, GroenLinks en de SP voor, en CDA, RPF, SGP en GPV tegen. De wet die dit regelt trad op 1 april 2001 in werking. Dit was wereldwijd de allereerste legalisatie van een huwelijk tussen twee partners van hetzelfde geslacht.
Nederland kent geen apart homohuwelijk, oftewel een huwelijksvorm die uitsluitend gericht is op twee personen van hetzelfde geslacht. Het burgerlijk huwelijk is juridisch gezien voor alle combinaties van partners (man-man, man-vrouw en vrouw-vrouw) hetzelfde.

### Juridisch
De Nederlandse Wet van 21 december 2000 tot wijziging van Boek 1 van het Burgerlijk Wetboek in verband met de openstelling van het huwelijk voor personen van hetzelfde geslacht (Wet openstelling huwelijk), ingegaan op 1 april 2001, heeft Boek 1 van het Burgerlijk Wetboek (over personen- en familierecht) gewijzigd, met als voornaamste wijziging de toevoeging van de bepaling in artikel 30:
Een huwelijk kan worden aangegaan door twee personen van verschillend of van gelijk geslacht.
Er is dus voor gekozen om het bestaande burgerlijk huwelijk dat voorheen alleen open stond voor personen van verschillend geslacht, open te stellen voor gelijkgeslachtelijke stellen. Het Nederlandse huwelijk tussen twee mannen of twee vrouwen heeft dan ook in beginsel dezelfde condities en rechtsgevolgen als het huwelijk tussen een vrouw en een man:
- De voorwaarden en regels voor het aangaan, sluiten en beëindigen zijn dezelfde;
- De verplichtingen en rechten van de echtgenoten ten opzichte van elkaar zijn dezelfde.

Er zijn echter twee belangrijke verschillen:
- Een huwelijk tussen twee vrouwen of twee mannen schept geen afstammingsrelatie met de kinderen van de echtgenoten, een huwelijk tussen een vrouw en een man vaak wel; de mannelijke echtgenoot wordt namelijk van rechtswege juridisch vader van de tijdens het huwelijk geboren kinderen van zijn vrouw (ook al is hij niet de biologische vader), maar de vrouwelijke echtgenoot wordt niet van rechtswege juridisch moeder van de kinderen van haar vrouw - zij is echter wel stiefouder (en heeft dus een onderhoudsplicht en mag geen later huwelijk aangaan met het kind) en kan daarnaast als zodanig bij de rechter om het gezag over de kinderen verzoeken. Als haar partner de enige juridische ouder is, hebben beiden van rechtswege het gezamenlijk gezag. Ook de mannelijke echtgenoot is op dezelfde wijze stiefouder van de kinderen van zijn man. Pas als de stiefouder het kind adopteert ontstaat tussen beiden een afstammingsrelatie. Het kind heeft in dit geval dan twee juridische vaders (en geen juridische moeder meer: de adoptie snijdt deze band door) of twee juridische moeders. Een vrouw kan geen kind van een andere vrouw erkennen.
- De erkenning in het buitenland van een huwelijk tussen twee vrouwen of twee mannen kan (en zal meestal) problemen geven. De heersende leer in de rechtsstelsels van de meeste landen beschouwt dit soort huwelijken als absoluut nietig. Een uitzondering vormen Aruba, Curaçao en Sint Maarten die deel uitmaken van het Koninkrijk der Nederlanden en volgens het Statuut elkaars akten (dus ook de huwelijksakte) dienen te erkennen, ook al kennen zij zelf het homohuwelijk niet.

Binnen de Europese Unie gaan steeds meer stemmen op om legaal gesloten homohuwelijken (zoals van Nederland, België, Spanje) over en weer te erkennen. Ook is het niet noodzakelijk zo dat een Nederlands homohuwelijk dat in een ander land niet als dusdanig wordt erkend, daar helemaal geen rechtsgevolgen heeft: de Duitse Bundesfinanzhof (oppergerecht in fiscale zaken) heeft bijvoorbeeld een huwelijk tussen twee Nederlandse vrouwen als "Eingetragene Lebenspartnerschaft", dus als een soort geregistreerd partnerschap erkend. Een geregistreerd partnerschap tussen twee partners van hetzelfde geslacht geeft in het algemeen echter minder problemen waar het gaat om de erkenning van de relatie. Veel landen die een huwelijk tussen twee mannen of vrouwen niet erkennen, erkennen namelijk wél een geregistreerd partnerschap tussen twee mensen van hetzelfde geslacht.
Samen met de openstelling van het huwelijk voor paren van gelijk geslacht zijn ook de regels voor adoptie van een kind in Nederland veranderd: personen van hetzelfde geslacht die een burgerlijk homohuwelijk zijn aangegaan, kunnen nu gezamenlijk adopteren; stiefouderadoptie (vanaf 1998 "partneradoptie" geheten) door een echtgenoot van hetzelfde geslacht als de ouder is ook toegestaan. De meeste landen staan niet toe dat kinderen door Nederlandse echtgenoten van hetzelfde geslacht geadopteerd worden: om internationale rechtsconflicten te voorkomen biedt de Nederlandse wet daarom in het algemeen nog steeds niet de mogelijkheid aan echtgenoten van hetzelfde geslacht om buitenlandse kinderen te adopteren.

## Caribisch Nederland
De Invoeringswet openbare lichamen Bonaire, Sint Eustatius en Saba heeft het toenmalige Burgerlijk Wetboek van de Nederlandse Antillen de status gegeven van Nederlandse wet voor Caribisch Nederland, onder de naam 'Burgerlijk Wetboek BES'. Artikel 8.20 van de Aanpassingswet openbare lichamen Bonaire, Sint Eustatius en Saba heeft in Boek 1 daarvan vóór de invoering wijzigingen aangebracht. Bij het behandelen van deze Aanpassingswet is een amendement aangenomen van de Kamerleden Remkes (VVD) en Van Gent (GroenLinks), waarin aan het genoemde artikel 8.20 onder meer onderdeel DDa is toegevoegd dat het huwelijk openstelde. Aan artikel 16.1 van de Aanpassingswet dat bepaalde dat de artikelen van de Aanpassingswet in werking zouden treden op een bij koninklijk besluit nader te bepalen tijdstip dat voor de verschillende artikelen of onderdelen daarvan verschillend kon worden vastgesteld, is toegevoegd dat de onderdelen van artikel 8.20 in werking zou treden uiterlijk twee jaar nadat één of meer artikelen van de Aanpassingswet in werking zouden zijn getreden.
Eerst was de situatie rond inschrijving en acceptatie van het huwelijk daardoor zeer vergelijkbaar met die in Aruba en Curaçao. Per 1 januari 2011 werd het accepteren van (Europees-)Nederlandse akten voor homostellen wettelijk vastgelegd (zodat het niet alleen door rechterlijke uitspraken wordt geregeld). Ook werd daarmee de mogelijkheid geboden om in andere landen gesloten homohuwelijken in te schrijven.
Aangezien de transitiedatum 10 oktober 2010 was en geen andere invoeringsdatum werd vastgesteld, is Boek 1 van het Burgerlijk Wetboek BES automatisch gewijzigd per 10 oktober 2012. Inmiddels zijn er enkele homohuwelijken gesloten op Bonaire en Saba, waaronder dat van een stel uit Aruba, waar het niet kan.

## Kerkelijke inzegening
In Nederland worden relaties van mensen met een gelijk geslacht in sommige kerken (in)gezegend. De kerkorde van de Protestantse Kerk biedt daar sinds 2004 ruimte toe, maar elke gemeente moet daar zelf zijn eigen keuze in maken. Het is onbekend in hoeveel gemeentes dit tegenwoordig mogelijk is. De Remonstrantse Broederschap zegent al sinds 1986 levensverbintenissen tussen partners van hetzelfde geslacht in en was daarmee volgens het COC het eerste christelijke kerkgenootschap ter wereld. In een andere vorm gebeurde dit al in de jaren zestig, ook in andere kerkgenootschappen en meestal in een besloten viering.